# Zanj

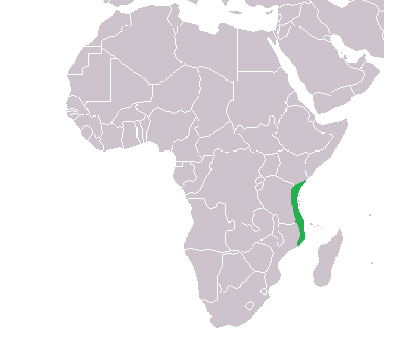
Costa suajili

Zanj (en árabe y persa زنج, "Tierra de los negros") era el término utilizado por los geógrafos árabes para referirse una parte de la costa del África Oriental y sus habitantes, y es el origen etimológico del nombre de las islas de Zanzíbar.
La latinización Zingium sirve como un nombre arcaico para la zona costera en la moderna Kenia y Tanzania en el sur de África oriental. La arquitectura de estos asentamientos urbanos comerciales es ahora un tema de estudio para la planificación urbana. Durante siglos, los asentamientos costeros fueron una fuente de marfil, oro y esclavos, desde secciones del interior conquistado hasta el mundo del océano Índico.

## Etimología
Zanj en árabe significa el "país de los negros". Otras transliteraciones incluyen Zenj, Zinj y Zang. Anthony Christie argumentó que la palabra zanj o zang puede no ser de origen árabe, una forma china (僧祇 sēngqí) se registra ya en el 607 d. C. Christie argumentó que la palabra tiene su origen en el sudeste asiático. La palabra javanesa jenggi significa pueblo africano, precisamente el pueblo de Zanzíbar. Se sabe que los pueblos austronesios indonesios llegaron a Madagascar hacia ca. 50-500 d. C. En cuanto a su ruta, una posibilidad es que los indonesios cruzaran directamente el océano Índico desde Java hasta Madagascar. Es probable que hayan atravesado Maldivas, donde persisten hasta el presente pruebas del antiguo diseño de embarcaciones y de la tecnología pesquera de Indonesia.

## División de la costa de África Oriental
Los geógrafos históricamente dividieron la costa oriental de África en general en varias regiones según los habitantes respectivos de cada región. Fuentes árabes y chinas se refirieron a la zona general que estaba ubicada al sur de Al-Misr (Egipto), Al-Habasha (Abisinia) y Barbaria (Somalia) como Zanj.
Zanj estaba situado en las cercanías del sudeste de África y estaba habitado por pueblos de lengua bantú llamados zanj. El área central de la ocupación de Zanj se extendía desde el territorio al sur de la actual Ras Kamboni hasta la isla de Pemba en Tanzania. Al sur de Pemba se encuentra Sofala en el moderno Mozambique, cuyo límite norte puede haber sido Pangani. Más allá de Sofala estaba el reino de Al-Wakwak, también en Mozambique. El historiador y geógrafo árabe del siglo X Abu al-Hasan 'Alī al-Mas'ūdī describe a Sofala como el límite más lejano del asentamiento de Zanj, y menciona el título de su rey como Mfalme, una palabra bantú.

## Territorio de Zanj

### Historia

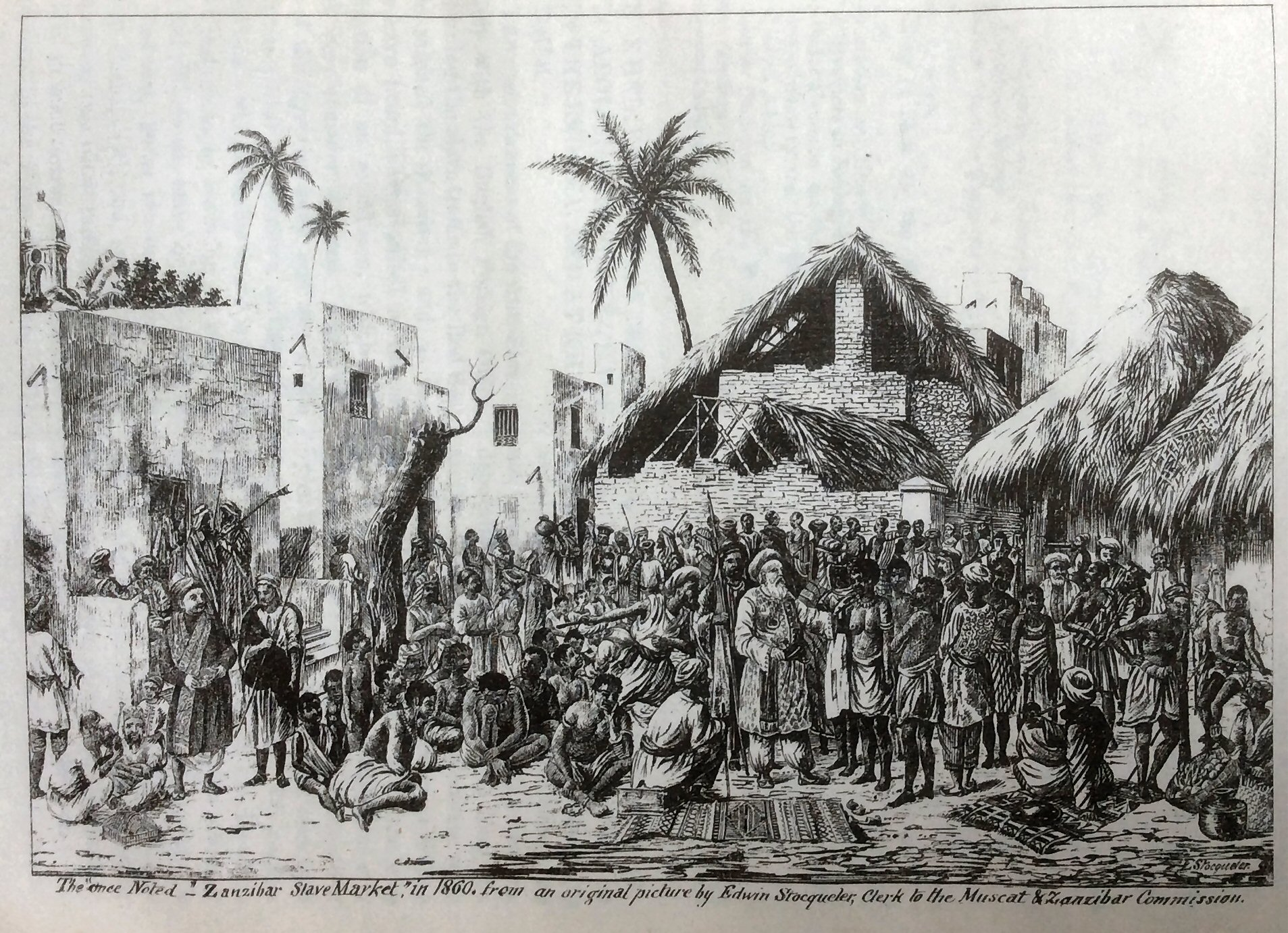
Mercado de esclavos de Zanzíbar, 1860

Los habitantes de Zanj comerciaban con árabes, turcos e indios, pero según algunas fuentes, solo a nivel local, ya que no poseían barcos que navegaran por el océano. Según otras fuentes, los pueblos predominantemente bantú suajili ya tenían embarcaciones con marineros y comerciantes que comerciaban con Arabia y Persia, y tan al este como India y China.
Los asentamientos prominentes de la costa de Zanj incluyen Malindi, Gedi y Mombasa. A finales del período medieval, el área incluía al menos 37 importantes ciudades comerciales suajili, muchas de ellas bastante ricas. Sin embargo, estas comunidades nunca se consolidaron en una sola entidad política (el "Imperio Zanj" es una ficción de finales del siglo XIX). Si bien las clases urbanas dominantes y comerciales de estos asentamientos suajili incluían algunos inmigrantes árabes y persas, la gran mayoría eran musulmanes africanos. Los orígenes míticos de Persia o Arabia no deben tomarse literalmente, sino más bien como un elemento generalizado de la sociedad islámica para legitimar el estatus de élite. Los pueblos bantú habitaban las regiones costeras y estaban organizados solo como grupos familiares.
Los califas omeyas y abasidas reclutaron a muchos esclavos de Zanj como soldados y, ya en el 696 d. C., nos enteramos de las revueltas de esclavos de los Zanj contra sus amos árabes en Irak. Los textos chinos antiguos también mencionan a unos embajadores de Java que presentaron al emperador chino dos esclavos Seng Chi (Zanji) como regalos, y a esclavos Seng Chi que llegaron a China desde el reino hindú de Sri Vijaya en Java.
El mar frente a la costa sureste de África se conocía como el mar de Zanj e incluía las islas Mascareñas y Madagascar. Durante la lucha contra el apartheid, se propuso que Sudáfrica asumiera el nombre de Azania, para reflejar la antigua Zanj.

### Descripciones contemporáneas
Las descripciones árabes de los pueblos Zanj han sido inconsistentes. En 1331, el explorador bereber de habla árabe Ibn Battuta visitó el sultanato de Kilwa en Zanj, que estaba gobernado por la dinastía yemení del sultán Hasan bin Sulayman. Battuta describió que el gobernante árabe del reino a menudo realizaba redadas de esclavos y botines contra los habitantes locales de Zanj, el último de los cuales Battuta describió como «de color negro azabache y con marcas de tatuajes en la cara».
Kilwa es una de las ciudades más bellas y mejor construidas del mundo. Todo está elegantemente construido. Los techos están construidos con postes de manglar. Hay mucha lluvia. La gente está envuelta en una guerra santa, porque su país está al lado del pagano Zanj. Sus principales cualidades son la devoción y la piedad: siguen la secta Shafi'i. Cuando llegué, el sultán era Abu al-Muzaffar Hasan de apellido Abu al-Mawahib [traducido libremente, «El Dador de regalos»] ... debido a sus numerosas donaciones caritativas. Con frecuencia realiza incursiones en el país de Zanj [el continente vecino], los ataca y se lleva el botín, del cual reserva un quinto, utilizándolo de la manera prescrita por el Corán.